# Tumba de Hetepet

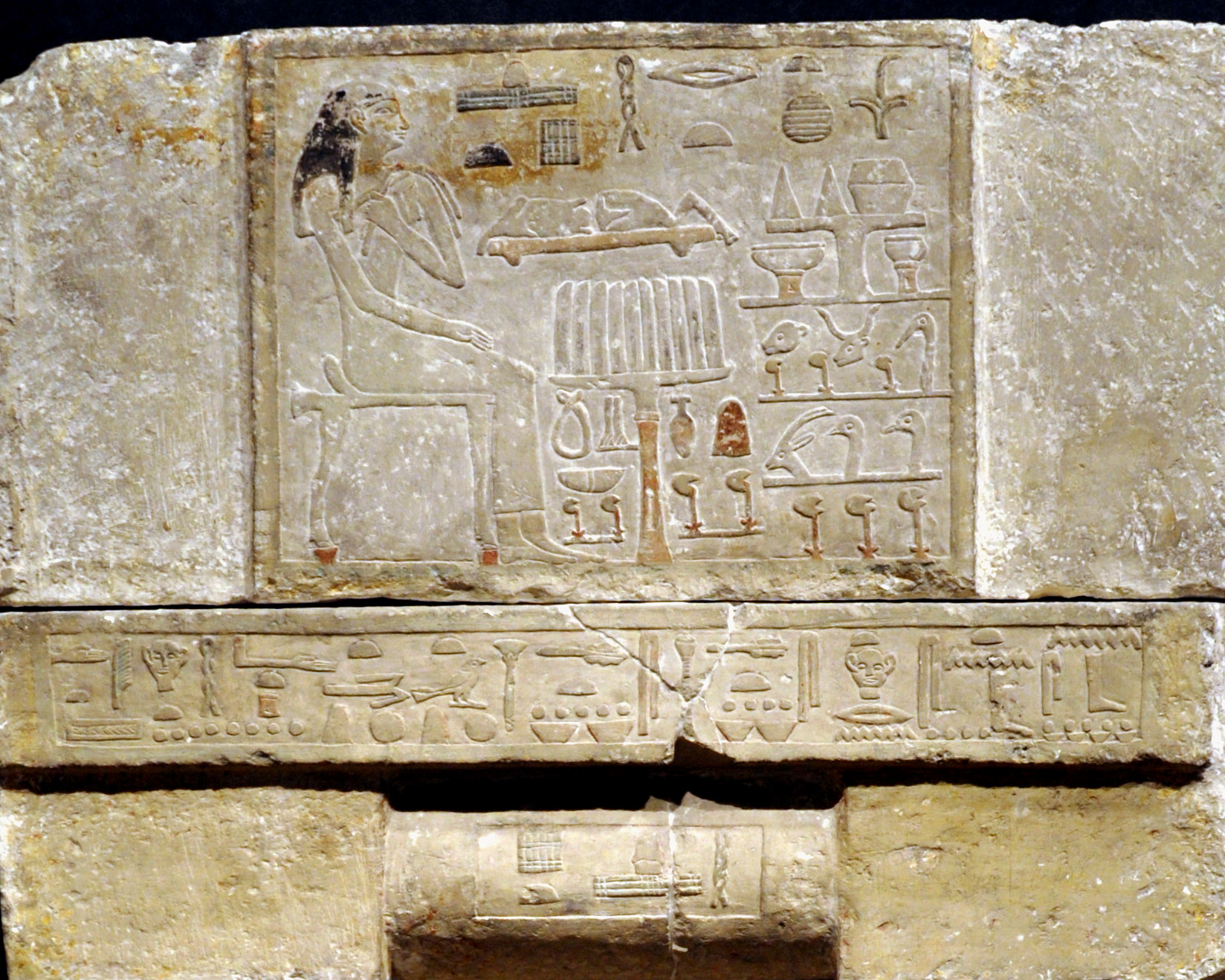
Detalle de la falsa puerta de Hetepet.

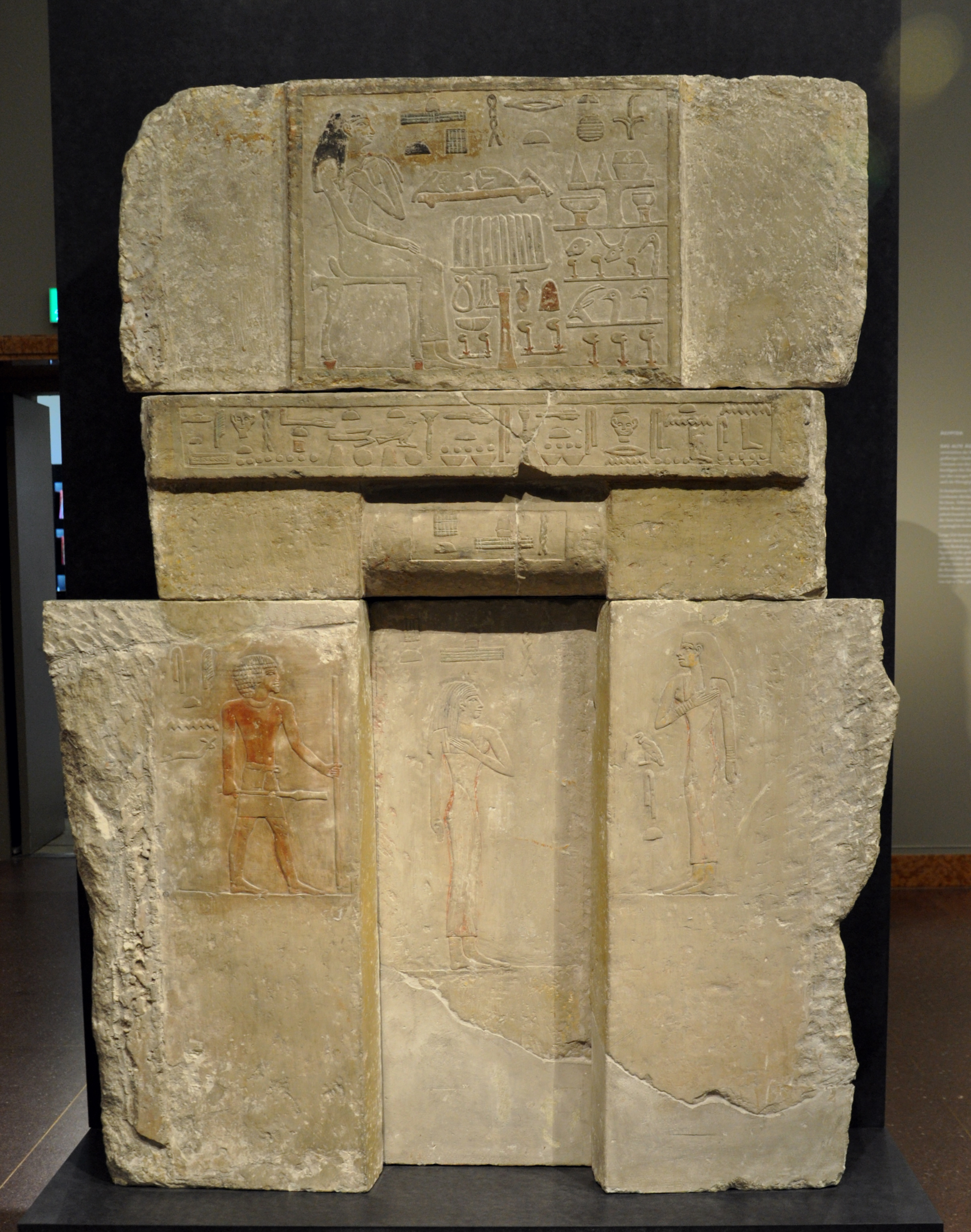
Falsa puerta de Hetepet.

La tumba de Hetepet o tumba de Hetpet es una tumba egipcia de una sacerdotisa de 4.400 años de antigüedad. Fue descubierta en 1909 por Carl Maria Kaufmann en la zona de Guiza, un lugar cercano a las pirámides. Muchos bloques de piedra decorados fueron sacados y llevados al Museo Egipcio de Berlín y al Liebieghaus en Frankfurt.
La mastaba fue redescubierta en 2017 por una expedición egipcia. Presenta un corredor que conduce hasta un santuario en forma de L con una especie de lavabo para la recoger los líquidos de la purificación. En el extremo oeste se ubica una arcada rectangular con incienso y ofrendas. Las partes restantes de la capilla de la tumba tiene pinturas bien conservadas.
La existencia de Hetepet ya se estableció a partir de su nombre sobre objetos descubiertos en algún momento de 1909. Hetepet fue una sacerdotisa de Hathor, diosa de la fertilidad, con estrechos vínculos con la realeza egipcia. En su tumba, se la representa tanto cazando como pescando, además de estar sentada en una gran mesa donde recibe las ofrendas de sus hijos. Vivió a finales de la dinastía V, y tenía los títulos de terrateniente y conocida del rey.
No se sabe mucho más sobre su familia. El nombre de su padre se conserva solo en parte y comienza con Nef. La capilla de la tumba hasta ahora no ha mostrado ninguna indicación de alguien con quien ella podría haberse casado.